# 奧爾塔賈

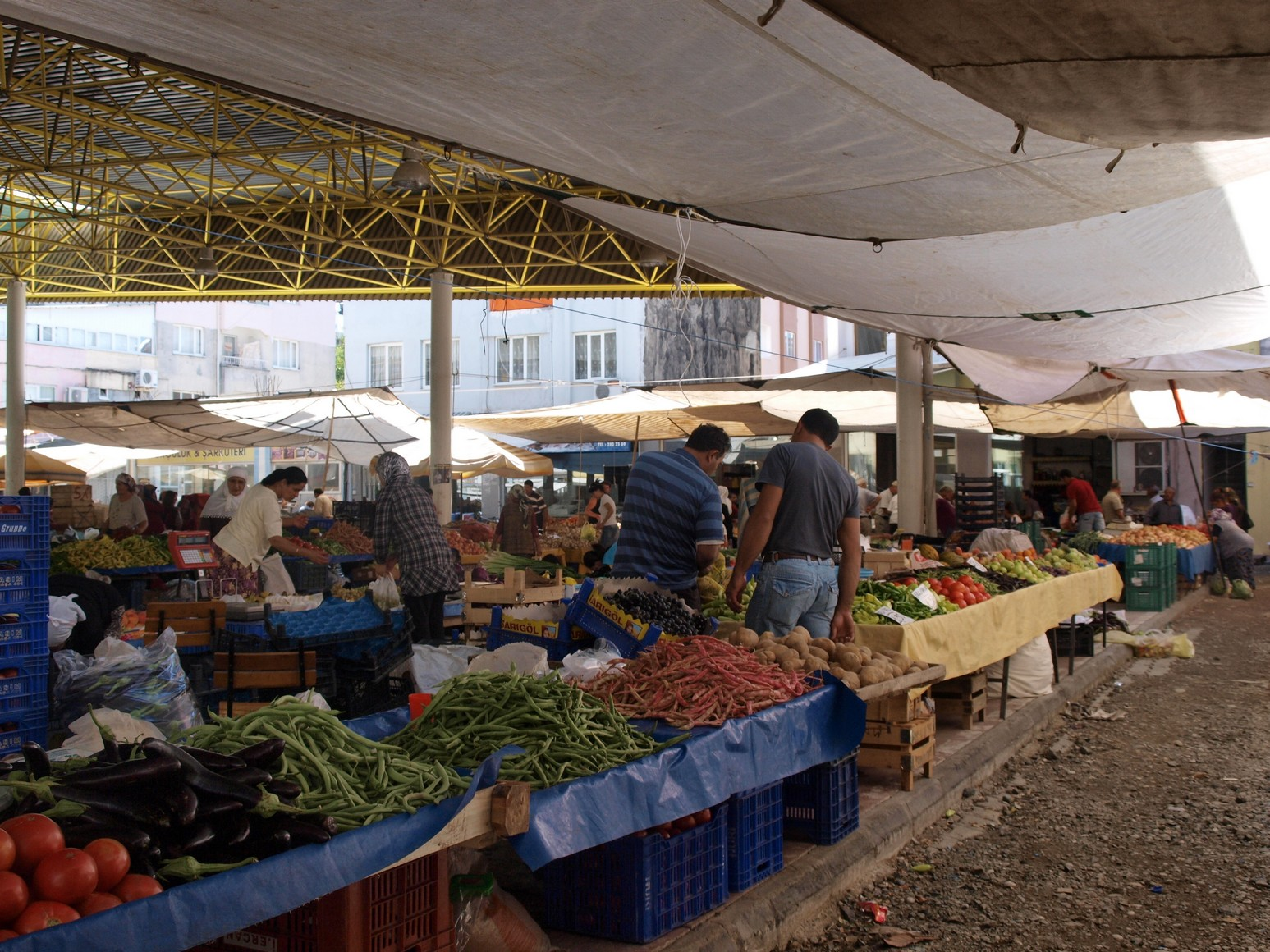
Bazar in Ortaca

奧爾塔賈是土耳其的城鎮，由穆拉省負責管轄，位於該國西南部，面積297平方公里，海拔高度29米，主要經濟活動是農業，農產品有番茄、柑橘、棉花和石榴，2008年人口25,009。

## 外部連結
- District municipality's official website Archive.today的存檔，存档日期2003-12-18 （土耳其文）